# Без
Без (фр. Bèze) — коммуна во Франции, находится в регионе Бургундия. Департамент коммуны — Кот-д’Ор. Входит в состав кантона Мирбо-сюр-Без. Округ коммуны — Дижон.
Код INSEE коммуны — 21071.

## Население
Население коммуны на 2010 год составляло 724 человека.
| 1962 | 1968 | 1975 | 1982 | 1990 | 1999 | 2010 |
| ---- | ---- | ---- | ---- | ---- | ---- | ---- |
| 568  | 495  | 484  | 526  | 569  | 632  | 724  |

## Экономика
В 2010 году среди 465 человек трудоспособного возраста (15—64 лет) 355 были экономически активными, 110 — неактивными (показатель активности — 76,3 %, в 1999 году было 75,0 %). Из 355 активных жителей работали 330 человек (171 мужчина и 159 женщин), безработных было 25 (11 мужчин и 14 женщин). Среди 110 неактивных 41 человек были учениками или студентами, 50 — пенсионерами, 19 были неактивными по другим причинам.